# Острогозький округ
Острогозький округ — адміністративно-територіальна одиниця, що входила до складу Центрально-Чорноземної області РРФСР в 1928 — 1930 роках. Адміністративним центром округу було місто Острогозьк.

## Історія
14 травня 1928 року ВЦВК і РНК РРФСР прийняли постанову про утворення на території колишніх Воронезької, Курської, Орловської і Тамбовської губерній Центрально-Чорноземної області (ЦЧО) з центром в місті Воронеж.
16 липня 1928 року було визначено склад округів ЦЧО, а 30 липня 1928 року — мережа районів. Всього було створено 11 округів і 178 районів. Серед інших, в складі Центрально-Чорноземної області була утворено Острогозький округ. Округ спочатку складався з 16 районів.
18 вересня 1929 року утворено Старооскольський округ до складу якого були передані 3 райони Острогозького округу.
В 1930 році існування округів було визнано недоцільним і 23 липня 1930 року за постановою ЦВК і РНК СРСР окружний поділ було скасовано. Острогозький округ було ліквідовано, райони, що входили до складу округу стали підпорядковуватися безпосередньо обласному центру ЦЧО.
Територія, яку займав Острогозький округ, входить до складу сучасних Бєлгородської і Воронезької областей Російської Федерації.

## Склад округу
- Алексєєвський район
- Будьонівський район
- Валуйський район
- Вейделєвський район
- Великомихайлівський район (був переданий до складу Старооскольського округу в 1929 році)
- Волоконівський район
- Давидівський район
- Кам'янський район
- Коротояцький район
- Ліскинський район
- Микитівський район
- Новооскольський район (був переданий до складу Старооскольського округу в 1929 році)
- Острогозький район
- Реп'євський район
- Чернянський район (був переданий до складу Старооскольського округу в 1929 році)
- Уразовський район